# Lee Majors
Lee Majors est un acteur et producteur américain né le 23 avril 1939 à Wyandotte dans le Michigan.
Il est principalement connu pour avoir été la vedette des séries télévisées L'Homme qui valait trois milliards (1973-1978) et L'Homme qui tombe à pic (1981-1986).

## Biographie

### Jeunesse, formation et débuts
Harvey Lee Yeary naît à Wyandotte dans la banlieue de Détroit. Il est le fils de Carl Yeary, mort dans un accident du travail avant sa naissance, et de Alice Yeary, renversée par une automobile en 1941 quand il a deux ans. Adopté par son oncle et sa tante, Harvey et Mildred Yeary, il déménage avec eux à Middlesboro dans le Kentucky.
Il suit un cursus en athlétisme et football américain à la Middlesboro High School (en). Il sort diplômé en 1957 et obtient une bourse à l'université de l'Indiana, où il participe de nouveau à des études sportives. En 1959, il est transféré à l'Université du Kentucky oriental (en) à Richmond (Kentucky). L'année suivante, il joue son premier match de football, mais subit une grave blessure au dos qui le laisse paralysé pendant deux semaines et met fin à sa carrière sportive universitaire.
À la suite de sa blessure, il tourne son attention vers le théâtre et joue dans des pièces au théâtre Pioneer Playhouse (en) à Danville (Kentucky). Il est diplômé de l'université du Kentucky oriental en 1962 avec mention en histoire et éducation physique. 
Après l'université, il reçoit une offre pour s'essayer à l'équipe de football des Cardinals de Saint-Louis (maintenant connue sous le nom des Cardinals de l'Arizona). Cependant, il choisit de déménager à Los Angeles, où il trouve un emploi au Département des parcs et loisirs de Los Angeles en tant que directeur des loisirs au North Hollywood Park.
À Los Angeles, il rencontre de nombreux acteurs et professionnels de l'industrie, dont Dick Clayton, ancien agent de James Dean, qui lui suggère de fréquenter son école de théâtre. Après un an de cours, Clayton estime que Harvey Lee Yeary est prêt à commencer sa carrière. À cette époque, il choisit le nom de scène de Lee Majors, en hommage au héros de son enfance Johnny Majors (en), un joueur et futur entraîneur de l'université du Tennessee. Lee Majors a également étudié à l'école de théâtre d'Estelle Harman (en) au studio MGM.

### Carrière

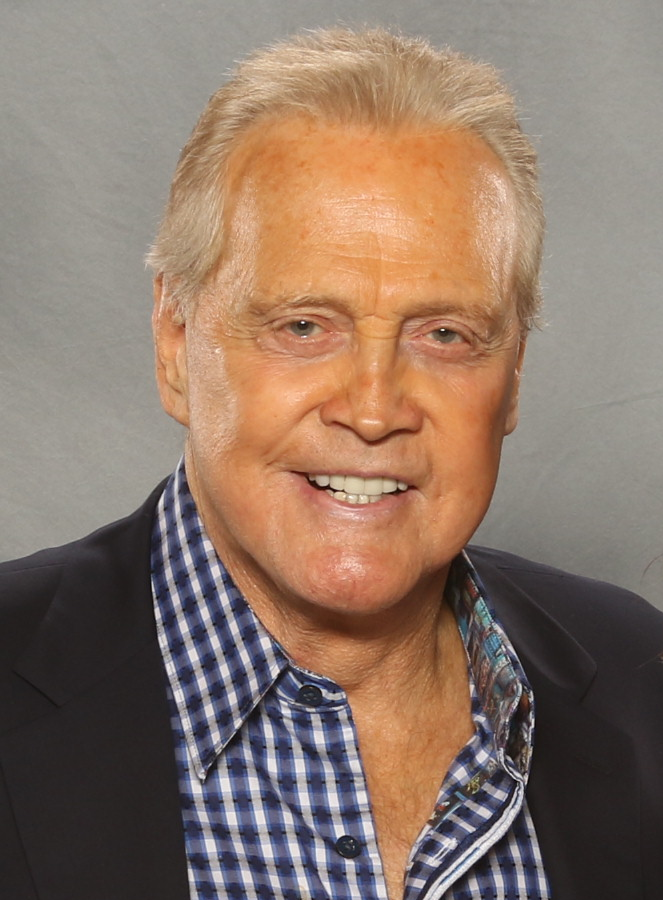
Lee Majors en 2017.

Lee Majors commence sa carrière dans les années 1960 en jouant dans la série télévisée La Grande Vallée. Dans les années 1970 et 1980, il joue dans d'autres séries à succès, notamment L'Homme qui valait trois milliards et L'Homme qui tombe à pic.

### Vie privée
En 1961, Lee Majors épouse Kathy Robinson ; le couple divorce en 1964. Un enfant est issu de l'union : Lee Majors Jr, né le 8 avril 1962. 
Il épouse ensuite l'actrice Farrah Fawcett le 28 juillet 1973 et celle-ci prend le nom de Farrah Fawcett-Majors ; le couple se sépare en 1979 et divorce en février 1982. 
L'acteur se marie ensuite avec Karen Velez en 1988 ; le couple se sépare en 1994. Le couple a une fille, Nikki Loren et des jumeaux : Dane Luke et Trey Kulley. Enfin, le 1er novembre 2002, il épouse Faith Noelle Cross.
En 2003, il subit un pontage coronarien.

## Filmographie

### Cinéma
- 1964 : La Meurtrière diabolique de William Castle : Frank Harbin
- 1968 : Will Penny, le solitaire de Tom Gries : Blue
- 1970 : On n'achète pas le silence de William Wyler : Steve Mundine
- 1978 : Thorvald le Viking (en) (The Norseman) de Charles B. Pierce (en) : Thorvald - également producteur
- 1979 : Des nerfs d'acier (en) (Steel) de Steve Carver : Mike Catton - également producteur
- 1979 : L'Invasion des piranhas (O Peixe Assassino) d'Antonio Margheriti : Lasky
- 1980 : Les Espions dans la ville (Agency) de George Kaczender : Philip Morgan
- 1981 : Course à mort (The Last Chase) de Martyn Burke : Franklyn Hart
- 1988 : Keaton's Cop : Mike Gable
- 1988 : Fantômes en fête de Richard Donner : lui-même
- 1997 : Trojan War : Officier Austin
- 1998 : Musketeers Forever : Ben O'Connor
- 1998 : The Protector : Austin
- 1999 : New Jersey Turnpikes
- 1999 : Chapter Zero : Manatee Man
- 2000 : Primary Suspect : le lieutenant Blake
- 2001 : Here : Bane
- 2002 : Snow, Sex and Sun : John Majors
- 2002 : Waitin' to Live : Bucko Cassidy
- 2002 : Méchant Menteur de  Shawn Levy : Vince
- 2003 : Arizona Summer : M. Travers
- 2003 : Fate : Oscar Odgen
- 2005 : Le Dernier Confédéré : le docteur Jack Lee
- 2005 : Hell to Pay : le marshall Boone
- 2006 : When I Find the Ocean : Thomas
- 2007 : Les Frères Solomon de Bob Odenkirk : Ed Solomon
- 2013 :  Matt's Chance de Nicholas Gyeney : The Figure
- 2015 : Avez-vous la foi ? de Jon Gunn : J.D.
- 2024 : The Fall Guy de David Leitch : un officier de police (caméo) (VF : Patrick Raynal)

### Téléfilms
- 1970 : Weekend of Terror : Larry
- 1977 : Just a Little Inconvenience : Frank Logan - également producteur
- 1980 : Terreur à Hadleyville ou Le Retour de Will Kane (High Noon, Part II: The Return of Will Kane) de Jerry Jameson : Will Kane
- 1984 : The Cowboy and the Ballerina : Bob Clayton - également producteur
- 1986 : Noël dans la montagne magique : Mountain Dan
- 1987 : Le Retour de l'homme qui valait trois milliards et la femme bionique (The Return of the Six Million Dollar Man and the Bionic Woman) : le colonel Steve Austin
- 1988 : Terre de passions -Danger Down Under : Reed Harris - également producteur
- 1989 : L'Espion bionique (Bionic Showdowns : The Six Million Dollar Man & the Bionic Woman) : le colonel Steve Austin - également producteur
- 1983 : Starflight One : le capitaine Cody Briggs
- 1994 : Bionic Ever After : le colonel Steve Austin
- 2006 : Lightspeed : Tanner
- 2007 : Ben 10 : Course contre-la-montre : Max, le grand-père de Ben Tennysson
- 2017 : Un refuge pour l'amour (Eat, Play, Love) : le docteur Isaac Monroe VF Dominique Paturel

### Séries télévisées
- 1965-1969 : La Grande Vallée : Heath Barkley
- 1965 : Gunsmoke : Dave Lukens
- 1970-1971 : Le Virginien : Roy Tate
- 1970 : Bracken's World (en) : Frank Carver
- 1971 : Docteur Marcus Welby : Jess Brandon
- 1971-1973 : Owen Marshall, Counselor at Law (en) : Jess Brandon
- 1972 : Le Sixième Sens : Clayton Ross
- 1973-1978 : L'Homme qui valait trois milliards : le colonel Steve Austin
- 1976 : Super Jaimie : le colonel Steve Austin
- 1981-1986 : L'Homme qui tombe à pic : Colt Seavers - également producteur
- 1983 : La croisière s'amuse : Robert (saison 7, épisode 1 et 2)
- 1983 : Trauma Center : Colt Seavers
- 1990 : L'Enfer du devoir : Pop Scarlet
- 1992-1993 : Raven : Herman « Ski » Jablonski
- 1998 : Walker, Texas Ranger : le shériff Bell
- 1999 : Spécial OPS Force : Tom Winters
- 2000 : VIP : Jed Irons
- 2000 : Too Much Sun : Scott Reed
- 2002 : Son of the Beach : le colonel Seymore Kooze
- 2003 : Jake 2.0 : Richard Fox
- 2005 : Will et Grace : Burt Wolfe
- 2007-2009 : The Game : le coach Ross
- 2008 : Weeds : Minute Man Leader
- 2008 : Cold Case : Affaires classées : Dean London
- 2010 : Community, épisode Poterie pour débutants (1.19) : l'amiral Slaughter
- 2010 : Human Target : La Cible : Christopher Chance (ép. 1.12)
- 2011 : Grey's Anatomy : Chuck Cain
- 2011 : Raising Hope : le père de Burt
- 2012 : Les Experts : Manhattan, épisode « Rouge tempête » (ép. 8.15) : le lieutenant Paul Burton
- 2013 : Dallas : Ken Richards (ép. 2.10-11 et 13)
- 2016-2018 : Ash vs. Evil Dead : Brock Williams
- 2018 : La Fête à la maison : 20 Ans après  : James (ép. 4.6)
- 2019 : Magnum PI : Russell Harlan (ép. 2.7)
- 2019-2020 : Thunderbirds Are Go : Jeff Tracy (ép. 3.25-26)

## Distinctions

### Récompenses
- Vegas Indie Film Fest 2013 : Meilleure distribution dans un drame biographique pour Matt's Chance, partagé avec Nicholas Gyeney, Bill Sorice, Edi Zanidache, Edward Furlong, Margot Kidder, Gary Busey, Brandy Kopp, Edward Michael Scott et Marshawn Lynch.